# Amo non amo
Pour plus de détails, voir Fiche technique et Distribution.
Amo non amo est un film dramatique italien réalisé par Armenia Balducci et sorti en 1979.
C'est le premier long métrage de la réalisatrice. Il a été tourné en anglais avec les britanniques Jacqueline Bisset et Terence Stamp, l'autrichien Maximilian Schell et l'italienne Monica Guerritore.

## Synopsis
Louise, récemment divorcée, commence une nouvelle carrière et une nouvelle vie amoureuse avec John. Cependant, il ne vaut pas beaucoup plus que son ex et ne cesse d'avoir des exigences. Le fils de Louise et son travail sont également exigeants. Dans ces circonstances, Louise ne sait pas ce qu'elle doit exiger d'elle-même, et lors d'une rencontre entre femmes, dont une qui a eu une liaison avec John, elle découvre que les femmes ont encore beaucoup à faire dans un monde encore dominé par les hommes. Louise entame une liaison avec un autre homme, Henry, mais sans obtenir satisfaction.

## Fiche technique
- Titre original italien : Amo non amo[1]
- Réalisateur : Armenia Balducci
- Scénario : Armenia Balducci, Ennio De Concini
- Photographie : Carlo Di Palma
- Montage : Amedeo Solfa
- Musique : Goblin
- Décors et costumes : Maria Paola Maino
- Production : 	Gianni Bozzacchi, Valerio De Paolis
- Sociétés de production : Compagnia Europea Cinematografica
- Pays de production :  Italie
- Langue originale : anglais britannique
- Format : Couleur par Technicolor - Son mono - 35 mm
- Durée : 100 minutes
- Genre : Drame
- Dates de sortie :
  - Italie : 1979 (visa délivré le 31 janvier 1979[1])

## Distribution
- Jacqueline Bisset : Louise
- Maximilian Schell : John
- Terence Stamp : Henry
- Monica Guerritore : Giulia
- Luca Venantini : Luca
- Pietro Biondi : Berto
- Birgit Hamer : la fille blonde
- Francesca De Sapio : Francesca
- Serena Canevari : Serena
- Umberto Orsini
- Carla Tatò